# Římskokatolická farnost Bílá Lhota
Římskokatolická farnost Bílá Lhota je územní společenství římských katolíků s farním kostelem svaté Kateřiny Alexandrijské v děkanátu Konice.

## Historie farnosti
Obec je poprvé zmiňována roku 1350. Původně byla přifařena do Moravičan, roku 1784 vznikla lokálie a roku 1855 byla zřízena samostatná farnost. Farní kostel je klasicistní z roku 1789.

## Duchovní správci
K červnenci 2018 zde působí jako administrátor excurrendo P. Mgr. Radomír Metoděj Hofman, OT (in materialibus), od července 2018 je administrátorem excurrendo in spiritualibus P. Mgr. Ing. arch. Kristián Libant CM.

### Kněží, kteří působili ve farnosti
P. ThLic. Vincenc Šalša (1916-1995)  se narodil na moravském Slovácku v rodině zemědělce. Po středoškolských studiích na arcibiskupském gymnáziu v Kroměříži absolvoval v letech 1935 – 1940 bohosloveckou fakultu v Olomouci a byl vysvěcen na kněze. Téměř celá válečná léta prožil v Prostějově, po nich učil krátce jako středoškolský profesor na gymnáziích v Šumperku a Uničově. V r. 1950 byl zatčen a v r. 1951 ve vykonstruovaném procesu Valena a spol. odsouzen na 18 let do vězení. Po amnestii v r. 1960 do doby, než obdržel státní souhlas k výkonu kněžského povolání pracoval manuálně. V rámci částečného uvolnění politických poměrů v r. 1966 mohl nastoupit do pastorace. Jako administrátor sloužil v letech 1966 – 1971 ve farnostech Bílá Lhota na Litovelsku a na Sv. Kopečku u Olomouce. Od druhé poloviny roku 1971 až do konce svého života byl farářem ve Všechovicích na Hranicku na okrese Přerov. Na celkové zhodnocení života, především za dílo za posledních 25 roků ve farnosti Všechovice ThLic. Vincenc Šalša však ještě čeká. S odstupem doby vzpomínky jeho dosud žijících pamětníků potvrzují, že na Pánem svěřené vinici odvedl obdivuhodný kus pastorační práce a trvale se zapsal do jejich srdcí. Patří mu i náš obdiv a dík.

## Území farnosti a sakrální stavby
Do farnosti přísluší následující obce s těmito sakrálními stavbami:
- Bílá Lhota
  - Farní kostel sv. Kateřiny Alexandrijské
  - (kostel Církve československé husitské z roku 1931)
- Bílá Lhota – Červená Lhota
  - Kaple sv. Floriána na návsi
- Bílá Lhota – Hrabí
  - Kaple sv. Marka na návsi
- Bílá Lhota – Hradečná
- Bílá Lhota – Měník
  - Kaple Panny Marie Růžencové na návsi, z poloviny 19. století.
  - Kaple sv. Cyrila a Metoděje u polní cesty do Řimic
- Bílá Lhota – Pateřín
  - Kaple Panny Marie Bolestné, uprostřed vsi, datovaná rokem 1825
- Bílá Lhota – Řimice
  - Kaple svatého Jana Nepomuckého na návsi
  - (Pravoslavný kostel sv. Ludmily z let 1933–1934)

## Bohoslužby ve farnosti
| Kostel                       | Místo      | Bohoslužba (den) | Hodina                                    | Poznámka     |
| ---------------------------- | ---------- | ---------------- | ----------------------------------------- | ------------ |
| svaté Kateřiny Alexandrijské | Bílá Lhota | neděle pondělí   | 10.45 15.50 (zimní čas)/18.00 (letní čas) | farní kostel |

## Aktivity ve farnosti
Ve farnostech na Konicku, které spravuje Německý řád (Bouzov, Luká, Bílá Lhota, Chudobín, Měrotín, Náměšť na Hané) vychází od roku 2001 občasník Farní trouba.
Ve farnosti se koná tříkrálová sbírka. V roce 2017 činil její výtěžek v Bílé Lhotě 4 364 korun.